# Mločík podzemní
Mločík podzemní (Gyrinophilus palleucus) je mločík, který žije v Severní Americe. Jeskynní vlhko a stálá teplota jsou přesně to, co těmto nejjednodušším suchozemským obratlovcům dělá nejlépe. Jednou z udivujících vlastností je, že mu zcela chybějí plíce. Dostatečné množství kyslíku mu zajišťují žábry. Jeho kůže je bohatě pigmentovaná a oči mu dobře slouží.